# Motronic

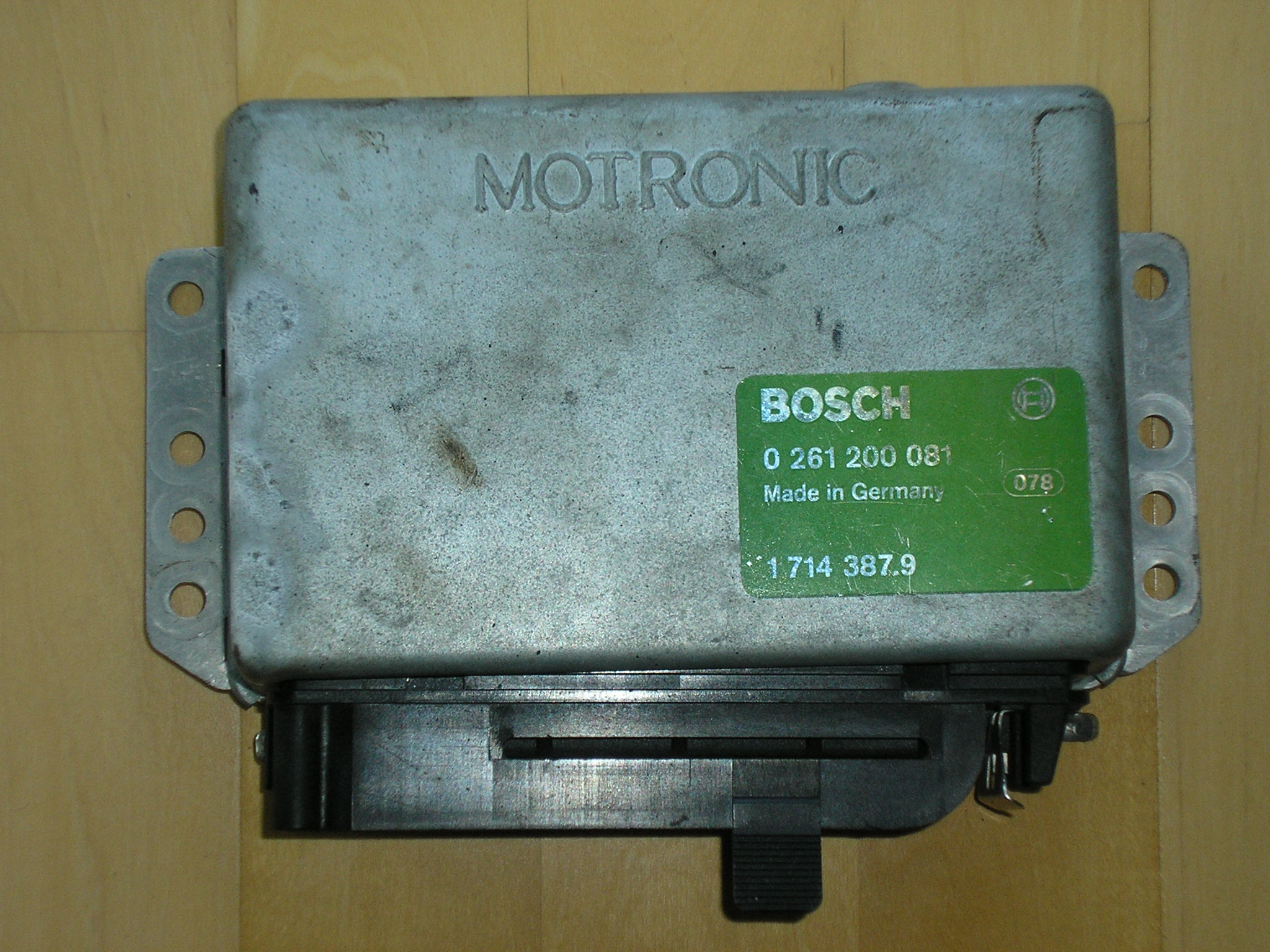
Motronic-Steuergerät
(1985, für BMW 3er)

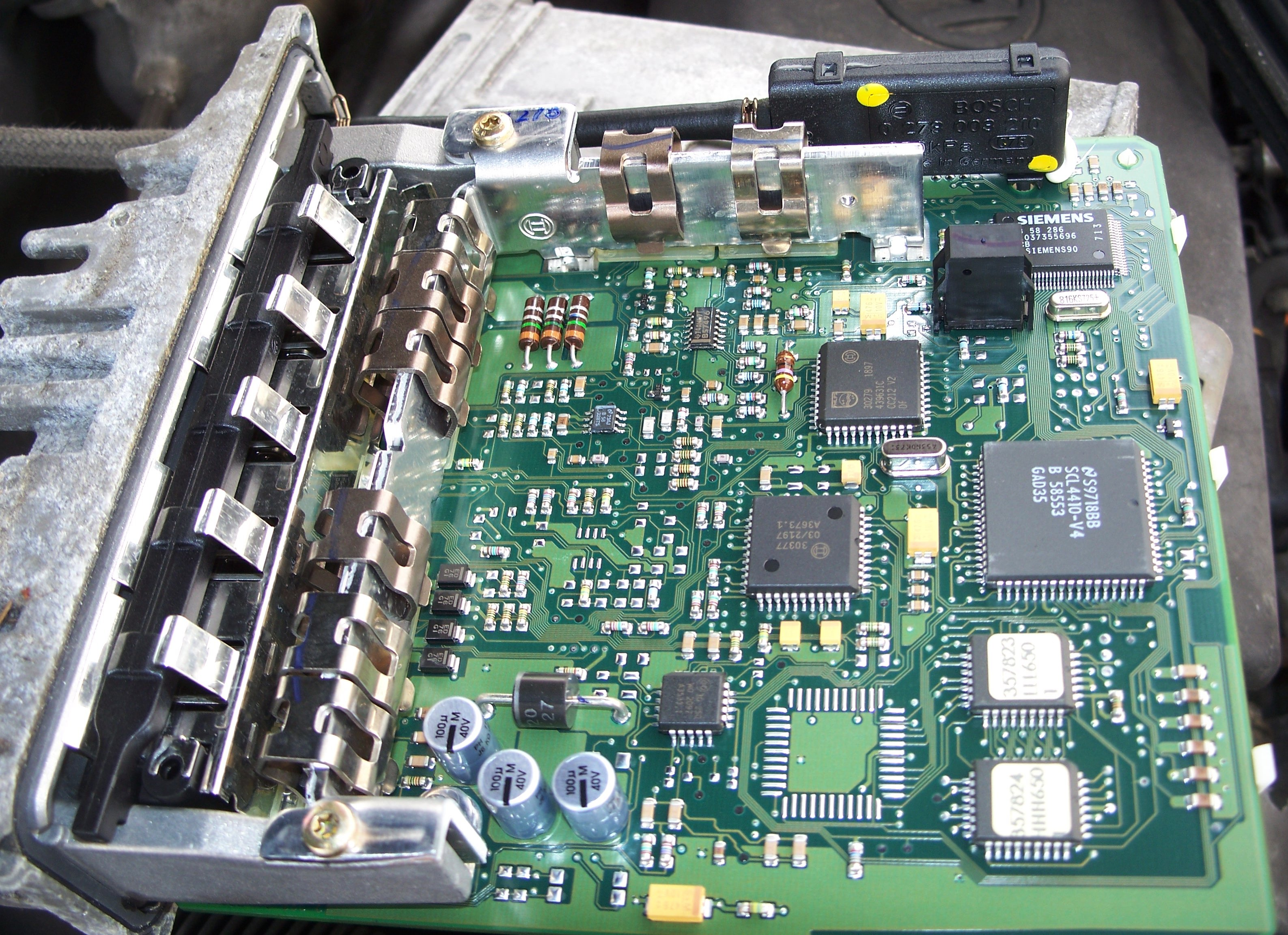
Diesel-Steuergerät
(etwa 1990er Jahre für Golf TDI)

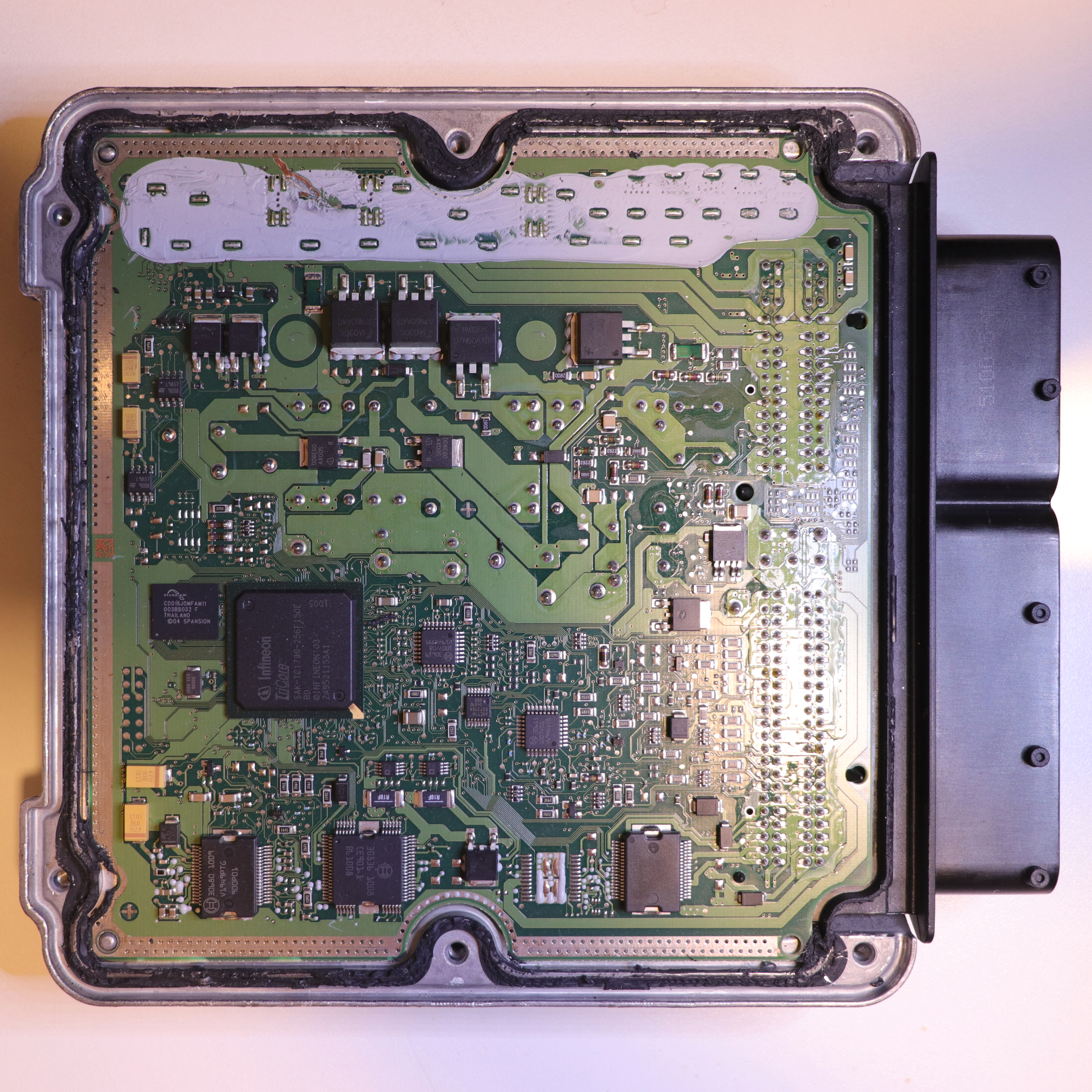
Motronic-Steuergerät EDC17, Leiterplattenunterseite

Die Motronic (eingetragene Marke der Robert Bosch GmbH) ist eine frei programmierbare, digitale Motorsteuerung für Ottomotoren, die 1979 eingeführt wurde. Der Name leitet sich aus den Worten Motor und Electronic ab. Dies ist auf die Tatsache zurückzuführen, dass mit der Motronic das erste Mal die Daten für die Saugrohreinspritzung und die Zündung in einem Steuergerät zusammengeführt wurden. Auch war die Motronic eine der ersten Anwendungen der Kennfeldzündung und kam serienmäßig erstmals 1979 im BMW 732i zum Einsatz. Das Vorgängersystem L-Jetronic war ein Benzineinspritzsystem mit separater Zündanlage.

## Funktionsweise
Bei der Einführung der Motronic waren im Kennfeld die Motor-Betriebsdaten für Drehzahl, Last und Temperatur für jede Kurbelwellenumdrehung gespeichert. Auf Basis des Kennfelds können unterschiedliche Algorithmen ausgeführt werden, die in bestimmten Betriebssituationen wie Normalbetrieb, Leerlauf, Warmlauf oder Schubbetrieb jeweils aktiv sind. Zur Benzineinspritzung werden Einspritzbeginn und Einspritzdauer gesteuert – abhängig von der Drehzahl und der um die Lufttemperatur korrigierten Ansaugluftmenge (Motorlast). Zudem wird im Schubbetrieb eine Schubabschaltung wirksam. Für die Steuerung von Einspritzung und Zündzeitpunkt erhält die Motronic über einen Zahnkranz auf der Kurbelwelle einerseits Daten zur Motordrehzahl (Drehzahlgeber) und anderseits Informationen über die Stellung der Kurbelwelle (Bezugsmarkengeber). Der Zahnkranz ist relativ groß mit entsprechend großer Übersetzung und ermöglicht deshalb im Unterschied zum Zündverteiler eine sehr präzise Messung. Messgrößen für die Bestimmung des Zündzeitpunkts sind dieselben wie für die Kraftstoffeinspritzung, also Motordrehzahl und Luftmenge in der Ansaugleitung. Weitere Sensoren wie Klopfsensoren sind möglich. Die Zündung selbst arbeitet ohne bewegte Teile und ist somit vollelektronisch und verschleißfrei.

## Erweiterungen der Motronic
Ab 1995 wurde auch die Information zur Gaspedalstellung nicht mehr mechanisch mittels Seilzug oder Gestänge, sondern elektronisch übermittelt. Dieses System wird als E-Gas (ME-Motronic) bezeichnet, ab dem Jahr 2000 auch als MED-Motronic zur Steuerung von Direkteinspritzsystemen.
Seit 2014 setzt Bosch eine neue Generation der Motronic ein: MDG1. Die neue Motorsteuergerätfamilie unterstützt moderne Kommunikationsstandards wie Ethernet und lässt sich erstmals für Diesel- wie Ottomotoren verwenden.
Weitere, aber seltenere Varianten sind
- MEG-Motronic: Integrierte Getriebesteuerung
- MEV-Motronic: Integrierte Valvetronic-Steuerung

## Vorteile der Motronic
Verglichen mit elektronischen Systemen für Einspritzung und Zündung ohne zentrale Motorsteuerung hatte die Motronic folgende Vorteile:
- Kostenreduktion durch mehrfache Ausnutzung der Sensoren und Informationen
- Nahezu Wartungsfreiheit, nur Zündkerzen und Kraftstofffilter verblieben als Verschleißteile
- Digitale Abspeicherung der Funktionen, dadurch keine alterungs- oder temperaturbedingten Abweichungen
- Anwendung der Kennfeldzündung durch Mikrocontroller
- besseres Fahrverhalten, beispielsweise Vermeidung von Ruckel-Erscheinungen durch entsprechende Algorithmen
- geringere Beanspruchung des Motors durch optimale Anpassung
- Flexibilität durch die frei programmier- und damit anpassbare Software
- Kraftstoffeinsparung durch Magerbetrieb bei Teillast, Schubabschaltung, Lambda-abhängige Zündwinkelverstellung bei Volllast und Leerlauf